# كانديدالايسن

فطر داء البقع البيضاء أو فطر الكانديدا أوريس (بالإنجليزية: Candida auris)‏؛ هو نوع من الفطريات التي تم اكتشافها لأول مرة في عام 2009 م تنمو على هيئة مستعمرات الخميرة، وهي تعد واحدة من الأنواع القليلة من جنس الكانديدا التي تسبب داء البقع البيضاء في الإنسان. في كثير من الأحيان، تحدث العدوى بداء البقع البيضاء في المستشفيات من قبل المرضى الذين يعانون من ضعف الجهاز المناعي. هذا النوع من الفطريات يمكن أن يسبب داء البقع البيضاء المميت الذي يصيب مجرى الدم والجهاز العصبي المركزي والأعضاء الداخلية. اجتذبت هذه الفطريات الممرضة مؤخراً اهتمامًا متزايدًا بسبب مقاومتها المتعددة للعقاقير، حيث ان علاجها معقد أيضًا لأنه يصعب التعرف عليها بسهولة عن الانواع الأخرى من أنواع الكانديدا، تم وصف الكانديدا اوريس لأول مرة بعد عزلها عن قناة الأذن لامرأة يابانية تبلغ من العمر 70 عامًا في مستشفى طوكيو ميتروبوليتان للشيخوخة في اليابان في عام 2009 م، وفي عام 2011 م شهدت كوريا الجنوبية أولى حالات الإصابة بالتهاب الكبد بالكانديدا اوريس. أفادت تقارير عدة ان هذا النوع الفطري الممرض منتشر في جميع أنحاء آسيا وأوروبا، وظهر بعد ذلك حالة عدوى لأول مرة في الولايات المتحدة في عام 2013 م.
داء المبيضات أو السفاد (باللاتينية: Candidiasis) هو عدوى فطرية يسببها فطر المبيضة البيضاء بشكل خاص أو أي من فطور عائلة جنس المبيضات السفيديات، تسبب هذه الفطور عدوى مختلفة تتراوح ما بين عدوى سطحية مقتصرة على الجلد إلى عدوى مجموعية تهدد حياة المصاب. فقد يحدث وجود المبيضات في الدم (باللاتينية: Candidemia) لدى المرضى ممن لديهم عوز مناعي كمرضى الإيدز والسرطان ومن خضعوا لعمليات نقل أعضاء. (cytolytic .. قاتل للخلايا مكون من إحدى وثلاثين حمض أميني سام ويتواجد في الطفيليات الانتهازية مثل [candida Albicans]) ال candidalysin هو مثال طفيلي نادر على معامل العدوانية الكلاسيكية
خلال تكوين ال hyphe تكون خيوط رفيعة وتظهر تحت الميكروسكوب وتفرز c.albicans Ece1 زيادة طولية من الخلية ينقسم إلى بقايا arginine/ lysine عن طريق kex2 && kex1 وهذا يخرج العديد من peptides ومن ضمنهم ال candida lysine
في الخلاصة candidalysin يعرف ب Ece1 111 وهو مسؤول عن ال activity’s للمناعة الخلوية وهو:- أول مجموعة احماض امينية peptide يتم التعرف عليه في جسم الإنسان